# Interlands Italiaans voetbalelftal 1910-1919
Deze pagina toont een chronologisch en gedetailleerd overzicht van de interlands die het Italiaans voetbalelftal heeft gespeeld in de periode 1910 – 1919.

## Interlands

### 1910
|                                                                   | |       |                   |                                                                                    |
| 15 mei Vriendschappelijk № 1 «onderlinge duels» 15:30 uur (UTC+1) | Italië | 6 – 2 | Frankrijk         | Arena Gianni Brera, Milaan Toeschouwers: 4.000 Scheidsrechter: Henry Goodley (ITA) |
| 15 mei Vriendschappelijk № 1 «onderlinge duels» 15:30 uur (UTC+1) | Pietro Lana 13', 59', 89' (pen.) Virgilio Fossati 20' Jean Ducret 62' Giuseppe Rizzi 66' Enrico Debernardi 82' |       | 49' Henri Bellocq | Arena Gianni Brera, Milaan Toeschouwers: 4.000 Scheidsrechter: Henry Goodley (ITA) |

|                                                                   |                                                                                           |       |                    |                                                                                        |
| 26 mei Vriendschappelijk № 2 «onderlinge duels» 17:00 uur (UTC+1) | Hongarije                                                                                 | 6 – 1 | Italië             | Millenáris Sporttelep, Boedapest Toeschouwers: 12.000 Scheidsrechter: Hugo Meisl (AUT) |
| 26 mei Vriendschappelijk № 2 «onderlinge duels» 17:00 uur (UTC+1) | Imre Schlosser 28', 48' Ferenc Weisz 32' Jenő Károly 69' Gyula Dobó 74' Károly Koródy 75' |       | 88' Giuseppe Rizzi | Millenáris Sporttelep, Boedapest Toeschouwers: 12.000 Scheidsrechter: Hugo Meisl (AUT) |

### 1911
|                                                                      |        |                    |           |                                                                              |
| 6 januari Vriendschappelijk № 3 «onderlinge duels» 14:30 uur (UTC+1) | Italië | 0 – 1              | Hongarije | Arena Civica, Milaan Toeschouwers: 4.500 Scheidsrechter: Henry Goodley (ITA) |
| 6 januari Vriendschappelijk № 3 «onderlinge duels» 14:30 uur (UTC+1) |        | 22' Imre Schlosser |           | Arena Civica, Milaan Toeschouwers: 4.500 Scheidsrechter: Henry Goodley (ITA) |

|                                                                  |                      |       |                                       |                                                                                                |
| 9 april Vriendschappelijk № 4 «onderlinge duels» 15:00 uur (UTC) | Frankrijk            | 2 – 2 | Italië                                | Stade de Paris, Saint-Ouen-sur-Seine Toeschouwers: 1.532 Scheidsrechter: Charles Barette (BEL) |
| 9 april Vriendschappelijk № 4 «onderlinge duels» 15:00 uur (UTC) | Eugène Maës 14', 40' |       | 33' Carlo Rampini 81' Arturo Boiocchi | Stade de Paris, Saint-Ouen-sur-Seine Toeschouwers: 1.532 Scheidsrechter: Charles Barette (BEL) |

|                                                              |                                        |       |                                    |                                                                              |
| 7 mei Vriendschappelijk № 5 «onderlinge duels» 15:30 (UTC+1) | Italië                                 | 2 – 2 | Zwitserland                        | Arena Civica, Milaan Toeschouwers: 4.000 Scheidsrechter: Harry Goodley (ENG) |
| 7 mei Vriendschappelijk № 5 «onderlinge duels» 15:30 (UTC+1) | Gustavo Carrer 33' Arturo Boiocchi 74' |       | 40' Emil Hasler 65' Edouard Sydler | Arena Civica, Milaan Toeschouwers: 4.000 Scheidsrechter: Harry Goodley (ENG) |

|                                                               |                                                  |       |        |                                                                                           |
| 21 mei Vriendschappelijk № 6 «onderlinge duels» 15:00 (UTC+1) | Zwitserland                                      | 3 – 0 | Italië | Parc des Sports, La Chaux-de-Fonds Toeschouwers: 3.500 Scheidsrechter: Oscar Ledène (BEL) |
| 21 mei Vriendschappelijk № 6 «onderlinge duels» 15:00 (UTC+1) | Paul Wyss 1' Henri Sydler 37' Edouard Sydler 85' |       |        | Parc des Sports, La Chaux-de-Fonds Toeschouwers: 3.500 Scheidsrechter: Oscar Ledène (BEL) |

### 1912
|                                                                     |                                                       |       |                                             |                                                                                      |
| 17 maart Vriendschappelijk № 7 «onderlinge duels» 15:00 uur (UTC+1) | Italië                                                | 3 – 4 | Frankrijk                                   | Stadio Piazza d'Armi, Turijn Toeschouwers: 5.000 Scheidsrechter: John C. Stark (ENG) |
| 17 maart Vriendschappelijk № 7 «onderlinge duels» 15:00 uur (UTC+1) | Carlo Rampini 24' Aldo Cevenini 47' Carlo Rampini 58' |       | 10', 38', 66' Eugène Maës 52' Louis Mesnier | Stadio Piazza d'Armi, Turijn Toeschouwers: 5.000 Scheidsrechter: John C. Stark (ENG) |

| Olympische Spelen 1912 |
| ---------------------- |

|                                                                                 |                               |       |                                                        |                                                                             |
| 29 juni Olympische Spelen Eerste ronde № 8 «onderlinge duels» 11:00 uur (UTC+1) | Finland                       | 3 – 2 | Italië                                                 | Tranebergs IP, Stockholm Toeschouwers: 600 Scheidsrechter: Hugo Meisl (AUT) |
| 29 juni Olympische Spelen Eerste ronde № 8 «onderlinge duels» 11:00 uur (UTC+1) | Jarl Öhman 2' Eino Soinio 40' |       | 10' Franco Bontadini 25' Enrico Sardi 105' Bror Wiberg | Tranebergs IP, Stockholm Toeschouwers: 600 Scheidsrechter: Hugo Meisl (AUT) |

|                                                                                  |        |                      |        |                                                                             |
| 1 juli Olympische Spelen Troosttoernooi № 9 «onderlinge duels» 19:00 uur (UTC+1) | Zweden | 0 – 1                | Italië | Råsunda IP, Solna Toeschouwers: 2.500 Scheidsrechter: Herbert Willing (NED) |
| 1 juli Olympische Spelen Troosttoernooi № 9 «onderlinge duels» 19:00 uur (UTC+1) |        | 30' Franco Bontadini |        | Råsunda IP, Solna Toeschouwers: 2.500 Scheidsrechter: Herbert Willing (NED) |

|                                                                                   |                                                                                 |       |                    |                                                                                        |
| 3 juli Olympische Spelen Troosttoernooi № 10 «onderlinge duels» 19:00 uur (UTC+1) | Oostenrijk                                                                      | 5 – 1 | Italië             | Olympisch Stadion, Stockholm Toeschouwers: 3.500 Scheidsrechter: Herbert Willing (NED) |
| 3 juli Olympische Spelen Troosttoernooi № 10 «onderlinge duels» 19:00 uur (UTC+1) | Alois Müller 30' Leopold Grundwald 40', 89' Ludwig Hussak 49' Jan Studnicka 65' |       | 81' Felice Berardo | Olympisch Stadion, Stockholm Toeschouwers: 3.500 Scheidsrechter: Herbert Willing (NED) |

|  |  |  |  |  |  |  |  |  |

|                                                                         |                 |       |                                                         |                                                                                 |
| 22 december Vriendschappelijk № 11 «onderlinge duels» 14:30 uur (UTC+1) | Italië          | 1 – 3 | Oostenrijk                                              | Stadio Marassi, Genua Toeschouwers: 6.000 Scheidsrechter: Charles Barette (BEL) |
| 22 december Vriendschappelijk № 11 «onderlinge duels» 14:30 uur (UTC+1) | Enrico Sardi 9' |       | 19' Willy Schmieger 54' Richard Kuthan 79' Richard Kohn | Stadio Marassi, Genua Toeschouwers: 6.000 Scheidsrechter: Charles Barette (BEL) |

### 1913
|                                                                      |                 |       |        |                                                                                                |
| 12 januari Vriendschappelijk № 12 «onderlinge duels» 14:30 uur (UTC) | Frankrijk       | 1 – 0 | Italië | Stade de Paris, Saint-Ouen-sur-Seine Toeschouwers: 3.600 Scheidsrechter: Herbert Willing (NED) |
| 12 januari Vriendschappelijk № 12 «onderlinge duels» 14:30 uur (UTC) | Eugène Maës 35' |       |        | Stade de Paris, Saint-Ouen-sur-Seine Toeschouwers: 3.600 Scheidsrechter: Herbert Willing (NED) |

|                                                                   |               |       |        |                                                                               |
| 1 mei Vriendschappelijk № 13 «onderlinge duels» 15:30 uur (UTC+1) | Italië        | 1 – 0 | België | Piazza d'armi, Turijn Toeschouwers: 6.000 Scheidsrechter: Henry Goodley (ITA) |
| 1 mei Vriendschappelijk № 13 «onderlinge duels» 15:30 uur (UTC+1) | Guido Ara 57' |       |        | Piazza d'armi, Turijn Toeschouwers: 6.000 Scheidsrechter: Henry Goodley (ITA) |

|                                                                     |                             |       |        |                                                                                 |
| 15 juni Vriendschappelijk № 14 «onderlinge duels» 17:00 uur (UTC+1) | Oostenrijk                  | 2 – 0 | Italië | Prater Sportplatz, Wenen Toeschouwers: 10.000 Scheidsrechter: Ákos Fehéry (HUN) |
| 15 juni Vriendschappelijk № 14 «onderlinge duels» 17:00 uur (UTC+1) | Seppl Brandstetter 36', 87' |       |        | Prater Sportplatz, Wenen Toeschouwers: 10.000 Scheidsrechter: Ákos Fehéry (HUN) |

### 1914
|                                                                        |        |       |            |                                                                               |
| 11 januari Vriendschappelijk № 15 «onderlinge duels» 15:00 uur (UTC+1) | Italië | 0 – 0 | Oostenrijk | Arena Civica, Milaan Toeschouwers: 15.000 Scheidsrechter: Jack Howcroft (ENG) |
| 11 januari Vriendschappelijk № 15 «onderlinge duels» 15:00 uur (UTC+1) |        |       |            | Arena Civica, Milaan Toeschouwers: 15.000 Scheidsrechter: Jack Howcroft (ENG) |

|                                                                      |                                      |       |           |                                                                                         |
| 29 maart Vriendschappelijk № 16 «onderlinge duels» 15:30 uur (UTC+1) | Italië                               | 2 – 0 | Frankrijk | Stadio Piazza d'Armi, Turijn Toeschouwers: 15.000 Scheidsrechter: Charles Barette (BEL) |
| 29 maart Vriendschappelijk № 16 «onderlinge duels» 15:30 uur (UTC+1) | Felice Berardo 46' Aldo Cevenini 89' |       |           | Stadio Piazza d'Armi, Turijn Toeschouwers: 15.000 Scheidsrechter: Charles Barette (BEL) |

|                                                                 |                   |       |               |                                                                                 |
| 5 april Vriendschappelijk № 17 «onderlinge duels» 15:30 (UTC+1) | Italië            | 1 – 1 | Zwitserland   | Stadio Marassi, Genua Toeschouwers: 9.000 Scheidsrechter: Charles Barette (BEL) |
| 5 april Vriendschappelijk № 17 «onderlinge duels» 15:30 (UTC+1) | Angelo Mattea 26' |       | 33' Paul Wyss | Stadio Marassi, Genua Toeschouwers: 9.000 Scheidsrechter: Charles Barette (BEL) |

|                                                                |             |                     |        |                                                                                      |
| 17 mei Vriendschappelijk № 18 «onderlinge duels» 15:00 (UTC+1) | Zwitserland | 0 – 1               | Italië | Des Landesausstellung, Bern Toeschouwers: 10.000 Scheidsrechter: Hubert Istace (BEL) |
| 17 mei Vriendschappelijk № 18 «onderlinge duels» 15:00 (UTC+1) |             | 26' Luigi Barbesino |        | Des Landesausstellung, Bern Toeschouwers: 10.000 Scheidsrechter: Hubert Istace (BEL) |

### 1915
|                                                                    |                                                              |       |                   |                                                                                          |
| 31 januari Vriendschappelijk № 19 «onderlinge duels» 15:00 (UTC+1) | Italië                                                       | 3 – 1 | Zwitserland       | Campo di Piazza d'Armi, Turijn Toeschouwers: 5.000 Scheidsrechter: Edoardo Pasteur (ITA) |
| 31 januari Vriendschappelijk № 19 «onderlinge duels» 15:00 (UTC+1) | Otto Fehlmann 2' (eig.) Luigi Cevenini 42' Aldo Cevenini 54' |       | 13' Charles Comte | Campo di Piazza d'Armi, Turijn Toeschouwers: 5.000 Scheidsrechter: Edoardo Pasteur (ITA) |

### 1916
Geen interlands gespeeld

### 1917
Geen interlands gespeeld

### 1918
Geen interlands gespeeld

### 1919
Geen interlands gespeeld
België · Bohemen · Denemarken · Duitsland · Engeland · Finland · Frankrijk · Hongarije · Ierland · Italië · Luxemburg · Nederland · Noorwegen · Oostenrijk · Rusland · Schotland · Wales · Zweden · Zwitserland
FIGC · A-internationals · Selecties · Bondscoaches · Italiaans vrouwenelftal · Olympisch elftal · Italië U21 · Italië U20 · Italië U19 · Italië U18 · Italië U17 · Italië U16 · Vrouwen U17
1910 – 1919 ·
1920 – 1929 ·
1930 – 1939 ·
1940 – 1949 ·
1950 – 1959 ·
1960 – 1969 ·
1970 – 1979 ·
1980 – 1989 ·
1990 – 1999 ·
2000 – 2009 ·
2010 – 2019 ·
2020 − 2029
EK's: 1968 · 
1980 · 
1988 · 
1996 · 
2000 · 
2004 · 
2008 · 
2012 · 
2016 ·
2020 ·
2024
WK's: 1934 · 
1938 · 
1950 · 
1954 · 
1962 · 
1966 · 
1970 · 
1974 · 
1978 · 
1982 · 
1986 · 
1990 · 
1994 · 
1998 · 
2002 · 
2006 · 
2010 · 
2014
OS: 1912 · 
1920 · 
1924 · 
1928 · 
1936 · 
1948 · 
1952 · 
1960 · 
1984 · 
1988 · 
1992 · 
1996 · 
2000 · 
2004 · 
2008
1911 · 
1912 · 
1913 · 
1914 · 
1915 · 
1916 · 1917 · 1918 · 1919 · 
1920 · 
1921 · 
1922 · 
1923 · 
1924 · 
1925 · 
1926 · 
1927 · 
1928 · 
1929 · 
1930 · 
1931 · 
1932 · 
1933 · 
1934 · 
1935 · 
1936 · 
1937 · 
1938 · 
1939 · 
1940 · 
1941 · 
1942 · 
1943 · 1944 · 
1945 · 
1946 · 
1947 · 
1948 · 
1949 · 
1950 · 
1952 · 
1952 · 
1953 · 
1954 · 
1955 · 
1956 · 
1957 · 
1958 · 
1959 · 
1960 · 
1961 · 
1962 · 
1963 · 
1964 · 
1965 · 
1966 · 
1967 · 
1968 · 
1969 · 
1970 · 
1971 · 
1972 · 
1973 · 
1974 · 
1975 · 
1976 · 
1977 · 
1978 · 
1979 · 
1980 · 
1981 · 
1982 · 
1983 · 
1984 · 
1985 · 
1986 · 
1987 · 
1988 · 
1989 · 
1990 ·
1991 · 
1992 · 
1993 · 
1994 · 
1995 · 
1996 · 
1997 · 
1998 · 
1999 · 
2000 · 
2001 · 
2002 · 
2003 · 
2004 · 
2005 · 
2006 · 
2007 · 
2008 · 
2009 · 
2010 · 
2011 · 
2012 · 
2013 · 
2014 · 
2015 · 
2016 · 
2017 ·
2018 ·
2019 ·
2020 ·
2021 ·
2022 ·
2023 ·
2024
Albanië ·
Algerije ·
Argentinië ·
Armenië ·
Australië ·
Azerbeidzjan ·
België ·
Bosnië en Herzegovina ·
Brazilië ·
Bulgarije ·
Canada ·
Chili ·
China ·
Costa Rica ·
Cyprus ·
DDR ·
Denemarken ·
Duitsland ·
Ecuador ·
Egypte ·
Engeland ·
Estland ·
Faeröer ·
Finland ·
Frankrijk ·
Georgië ·
Ghana ·
Griekenland ·
Haïti ·
Hongarije ·
Ierland ·
IJsland ·
Israël ·
Ivoorkust ·
Japan ·
Joegoslavië ·
Kameroen ·
Kroatië ·
Liechtenstein · 
Litouwen ·
Luxemburg ·
Malta ·
Marokko ·
Mexico ·
Moldavië ·
Montenegro ·
Nederland ·
Nieuw-Zeeland ·
Nigeria ·
Noord-Ierland ·
Noord-Korea ·
Noord-Macedonië ·
Noorwegen ·
Oekraïne ·
Oostenrijk ·
Paraguay ·
Peru ·
Polen ·
Portugal ·
Roemenië ·
Rusland ·
San Marino ·
Saoedi-Arabië ·
Schotland ·
Servië ·
Servië en Montenegro ·
Slovenië ·
Slowakije ·
Sovjet-Unie ·
Spanje ·
Tsjechië ·
Tsjecho-Slowakije ·
Tunesië ·
Turkije ·
Uruguay ·
Venezuela ·
Verenigde Staten ·
Wales ·
Wit-Rusland ·
Zuid-Afrika ·
Zuid-Korea ·
Zweden ·
Zwitserland
Argentinië (1982) · 
Australië (2006) · 
België (2016) · 
België (2021) · 
Brazilië (1970) · 
Brazilië (1982) · 
Brazilië (1994) · 
Costa Rica (2014) · 
Duitsland (2006) · 
Duitsland (2012) · 
Engeland (2012) ·
Engeland (2014) ·
Engeland (2021) ·
Frankrijk (2000) · 
Frankrijk (2006) · 
Frankrijk (2008) · 
Ghana (2006) · 
Hongarije (1938) · 
Ierland (2012) · 
Joegoslavië (1968) · 
Kameroen (1982) · 
Kroatië (2012) · 
Nederland (2008) · 
Nieuw-Zeeland (2010) · 
Oekraïne (2006) · 
Oostenrijk (2021) · 
Paraguay (2010) · 
Peru (1982) · 
Polen (1982, 1) · 
Polen (1982, 2) · 
Roemenië (2008) · 
Spanje (2008) ·
Spanje (2012, 1) ·
Spanje (2012, 2) ·
Spanje (2016) ·
Spanje (2021) ·
Tsjechië (2006) · 
Turkije (2021) · 
Uruguay (2014) · 
Verenigde Staten (2006) · 
Wales (2021) · 
West-Duitsland (1982) · 
Zweden (2016) · 
Zwitserland (2021)